# L'infermiera nella corsia dei militari
L'infermiera nella corsia dei militari è un film italiano del 1979 diretto da Mariano Laurenti.

## Trama
In una clinica psichiatrica, dotata di una corsia specifica per malati di mente che si credono grandi condottieri militari, arriva una provocante infermiera che suscita immediatamente le vivaci attenzioni di tutti i pazienti e del titolare. Sopportare ogni giorno le avance di pazzi che si credono famosi generali e del focoso direttore non è semplice, ma la ragazza non demorde. In realtà il camice da infermiera è un travestimento: lei è un'aspirante cantante che per compiacere il suo impresario si è intrufolata nella clinica nel tentativo di recuperare dei preziosi quadri rubati. Per sostenere il ruolo non le resta che assecondare tutti.

## Produzione
il film è stato girato nei comuni di Bisceglie, Trani, Barletta e Roma.